# Wassermeister
Wassermeister arbeiten in Wasserwerken oder bei Wasserversorgungsunternehmen (WVU). Sie leiten die Wassergewinnung, Wasseraufbereitung und Wasserspeicherung. Hauptsächlich sorgt ein Wassermeister für eine gleichbleibend hohe Qualität des Trinkwassers nach Trinkwasserverordnung und für die Versorgung der Bevölkerung mit Trinkwasser in ausreichender Menge.

## Abgrenzung und Ausbildung
Der Wassermeister ist kein klassischer Meister des Handwerks oder der Industrie, aber ein anerkannter Fachmeister. Voraussetzung dafür ist u. a. die Berufspraxis als Fachkraft für Wasserversorgungstechnik oder sonstige Berufspraxis in der Wasserwirtschaft.

## Aufgaben als Wassermeister
Der Wassermeister arbeitet eng mit dem Gesundheitsamt, der unteren Wasserbehörde, der Gemeinde und der Feuerwehr zusammen.
Die Aufgaben des Wassermeisters betreffen im Wesentlichen folgende Bereiche:
- Betreiben und Überwachen der Anlagen, unter Beachtung der Qualitäts- und Sicherheitsanforderungen
- Planen und Überwachen des Einsatzes von Betriebsmitteln
- Erkennen und Beurteilen von Störungen und der Einleitung von geeigneten Gegenmaßnahmen
- Beaufsichtigung der Instandhaltung der Betriebsanlagen und -mittel
- Aufgaben bei der Organisation und Personalführung

Die Anlagen eines Wasserversorgungsunternehmens, die bei der Arbeit eines Wassermeisters im Mittelpunkt stehen, sind im Einzelnen Hochbehälter (Reserve) oder Wasserturm, Rohrnetz und Hausanschlüsse, Druckerhöhungsanlagen (DEA), Steuerungstechnik und Fernwirkanlagen, Brunnen zur Rohwasserförderung und Trinkwasseraufbereitungsanlagen.

## Gesetzesgrundlagen
Die einzuhaltenden Gesetze und Vorschriften für die Arbeit mit Trinkwasser und Anlagen zur Trinkwasserversorgung sind eindeutig geregelt. Dazu gehören
- Wasserhaushaltsgesetz
- Infektionsschutzgesetz
- Lebensmittel- und Bedarfsgegenständegesetz
- Pflanzenschutzgesetz
- Abwasserabgabengesetz

Des Weiteren sind die DIN-Normen und Arbeitsblätter und Richtlinien der Deutschen Vereinigung des Gas- und Wasserfaches (DVGW), die entsprechenden EU-Gesetze und -Richtlinien sowie die Vorschriften der Berufsgenossenschaft zu beachten.